# الهيئة السعودية للمقيمين المعتمدين
الهيئة السعودية للمقيّمين المعتمدين هي هيئة تختص بمهنة التقييم في المملكة العربية السعودية، وتعمل على تنظيمها وتطويرها وتأهيل العاملين فيها، أنشئت بمرسوم ملكي في عام 2012، لها شخصية اعتبارية وميزانية مستقلة، وتشرف عليها وزارة المالية، ويترأس مجلس إدارتها وزير المالية.

## أهدافها
تهدف الهيئة إلى توطين مهنة التقييم في المملكة، وتطوير وتنظيم قطاع تقييم الأعمال، وتخريج كفاءات وطنية ترتقي بمهنة التقييم كونها عنصر مهم في حفظ المال العام.

## مهامها
- تنظم مهنة التقييم، وتضع معايير لازمة لممارسة أعمال التقييم.
- تطور مهنة التقييم، وتساعد في رفع المستوى المهني والفني والأخلاقي للعاملين فيها.
- تأهيل  المقيّمين واعتمادهم لمزاولة مهنة التقييم في كل الفروع.
- زيادة ثقة المجتمع بمهنة التقييم، وجعلها أحد المهن المهمة.[2]

## فروع التقييم

### فرع تقييم العقار
هي عملية تقدير قيمة العقارات على اختلاف أنواعها

### فرع تقييم المنشآت الاقتصادية
هي عملية تقدير قيمة المنشآت الاقتصادية على اختلاف أنواعها، وتشمل منشآت الأعمال، أو مصالح الملكية فيها على اختلاف حجومها، سواء أكانت فردية أم شركات، والحقوق والالتزامات المتعلقة بها، وتقييم الأصول غير الملموسة مثل: براءات الاختراع والعلامات التجارية والشهرة والملكية الفكرية.

### فرع تقييم الآلات والمعدات
هي عملية تقدير قيمة الآلات والمعدات طبقًا لنوع محدد للقيمة ولغرض محدد، وتشمل جميع الأصول الملموسة والالتزامات المتعلقة بها وتستخدم في الصناعة أو الإنتاج أو النقل أو المساعدة في عمليات التشغيل أو الأغراض الإدارية أو توريد الخدمات.

### فرع تقييم أضرار المركبات
هي عملية تقدير القيمة السوقية للمركبة قبل الضرر أو بعده ويقصد بها جميع الأضرار التي تصيب المركبات باختلاف أسبابها مثل الحوادث المرورية أو الغرق والسيول وغيرها.

### فرع تقييم المعادن الثمينة والاحجار الكريمة
الفرع الذي يُعنى بتقدير قيمة المعادن الثمينة والأحجار الكريمة، وكل ما يعد داخلاً بطبيعته ضمنهما وفقًا لما تُحدده الأدلة والمعايير المعتمدة من الهيئة.